# Tiefenbach, Cham
Tiefenbach är en kommun och ort i Landkreis Cham i Regierungsbezirk Oberpfalz i förbundslandet Bayern i Tyskland.
Kommunen ingår i kommunalförbundet Tiefenbach tillsammans med kommunen Treffelstein.